# Yigoga pseudosignifera
Yigoga pseudosignifera är en fjärilsart som beskrevs av Charles Boursin 1952. Yigoga pseudosignifera ingår i släktet Yigoga och familjen nattflyn. Inga underarter finns listade i Catalogue of Life.